# Kirin Cup 2004
Kirin Cup 2004 – dwudziesty piąty, piłkarski turniej towarzyski Kirin Cup, odbył się w dniach 9 - 13 lipca 2004 r. w Japonii. W turnieju tradycyjnie wzięły udział trzy zespoły:drużyna gospodarzy, Słowacji i Serbii i Czarnogóry.

## Mecze
| 9 lipca |  | Japonia | 3 | - | 1 (1-0) | Słowacja |

| 11 lipca |  | Serbia i Czarnogóra | 2 | - | 0 (1-0) | Słowacja |

| 13 lipca |  | Japonia | 1 | - | 0 (0-0) | Serbia i Czarnogóra |

## Końcowa tabela
| M | Reprezentacja       | L.m. | Zw. | Rem. | Por. | Bramki | R.br. | Pkt |
| 1 | Japonia             | 2    | 2   | 0    | 0    | 4:1    | +3    | 6   |
| 2 | Serbia i Czarnogóra | 2    | 1   | 0    | 1    | 2:1    | +1    | 3   |
| 3 | Słowacja            | 2    | 0   | 0    | 2    | 1:5    | -4    | 0   |

Dwudziestym piątym triumfatorem turnieju Kirin Cup został zespół Japonii.